# Всемирная выставка (2023)
Expo 2023 — отменённая специализированная выставка, которая должна была пройти с 15 января по 15 апреля 2023 года в Буэнос-Айресе (Аргентина). Этот город был выбран 15 ноября 2017 года на Генеральной ассамблее Международного бюро выставок. В октябре 2020 года выставка была отменена в связи с пандемией COVID-19 и последующим финансовым кризисом.
Среди возможных кандидатур рассматривались Лодзь (Польша) и Миннеаполис (США).

## Обзор
Предполагалось, что Expo 2023 будет проходить с 15 января по 15 апреля 2023 года.
Выставка должна была пройти в Технополисе, площадь — 124 580 м².
Предполагаемое количество посетителей составляло 9,4 миллиона, с посещением на день 79 %, и 4 % от международных посетителей.
Ожидалось, что более 100 стран примут участие в выставке.

## Тема
Тема выставки: «Наука, инновации, искусство и творчество для развития человека. Творческая индустрия в цифровой эволюции». (англ. Science, Innovation, Art and Creativity for Human Development. Creative Industries in Digital Convergence). У него были бы подтемы: «Как цифровая конвергенция превращает в себя творческие отрасли и повседневную жизнь», — «социально-экономические воздействия творческих отраслей в цифровой конвергенции» и «культурные воздействия творческой промышленности в цифровой конвергенции».

## Подготовка
Строительные работы
Expo 2023 призвала предложения для шести строительных работ как часть «конкурса архитектурных идей». От более чем 2000 участников было предложено 200 идей.
Проекты представили для Аргентинского Павильона; Мини-Стадиона и Международного Павильона; Международных Павильонов; Антенны и Точки Обозрения; Тематических Павильонов; Общественного Пространства, Бульвара и Моста.

## Кандидаты
Было две другие заявки на проведение специализированной выставки. Польский Лодзь подал заявку с темой «City Re:Invented» 15 июня 2016 года.
Миннеаполис, Миннесота, США подал заявку с темой «Здоровые люди, здоровая планета: здоровье и благополучие для всех».
Тайное голосование состоялось, чтобы выбрать победителя на 162 Генеральной Ассамблеи МБВ 15 ноября 2017 года. Первый бюллетень наградил Буэнос-Айрес и Лодзь 46 голосами, а Миннеаполис, собрал всего 25. Это означало, что Миннеаполис был исключен; во втором Буэнос-Айрес получил 62 голоса, а Лодзь 56.